# Lư Phương
Lư Phương (chữ Hán: 卢芳, ? - ?), tự Quân Kỳ, người huyện Tam Thủy, quận An Định, Lương Châu , thủ lĩnh quân phiệt đầu đời Đông Hán, tự nhận là Lưu Văn Bá, chắt của Hán Vũ đế.

## Cuộc đời và sự nghiệp
Phương sống ở Tả Cốc thuộc huyện Tam Thủy. Đời Tân, lòng người vẫn nhớ nhà Hán, ông bèn tự xưng là Lưu Văn Bá, chắt của Vũ đế. Phương tuyên truyền khắp quận An Định rằng chị của bà cụ nội của thủ lĩnh Hung Nô là Cốc Lễ Hồn Tà vương làm hoàng hậu của Vũ đế, sinh ba con trai. Bị Giang Sung mưu hại, thái tử bị giết, hoàng hậu bị tội chết; con thứ là Thứ Khanh lánh đi Trường Lăng, con nhỏ là Hồi Khanh trốn đến Tả Cốc. Hoắc Quang lập Thứ Khanh, đón Hồi Khanh. Hồi Khanh không về, ở lại Tả Cốc, sinh ra Tôn Khanh, Tôn Khanh sinh ra Văn Bá. Cuối đời Tân, ông liên kết với người Khương, Hung Nô khởi binh. Canh Thủy đế dời đô đến Trường An, lấy Phương làm Kỵ đô úy, sai trấn giữ An Định về phía tây. 
Sau khi Canh Thủy đế thất bại (25), hào kiệt Tam Thủy đề cử Phương làm Thượng tướng quân, Tây Bình vương, sai sứ hòa hảo với Tây Khương, Hung Nô. Sứ giả Hung Nô là Cú Lâm vương đưa mấy ngàn kỵ binh đến đón, đưa ông cùng anh trai Cầm, em trai Trình cùng vào Hung Nô. Người Hung Nô lập Phương làm Hán đế; lấy Trình làm Trung lang tướng, đưa kỵ binh trở về An Định.  
Từ trước, người quận Ngũ Nguyên là Lý Hưng, Tùy Dục, người quận Sóc Phương là Điền Táp, người quận Đại là Thạch Vị, Mẫn Kham đều khởi binh, tự xưng tướng quân. Năm Kiến Vũ thứ 4 (28), sứ giả Hung Nô là Vô Lâu Thư Cừ vương đến biên giới Ngũ Nguyên, cùng bọn Lý Hưng hòa hảo, đề nghị Hưng, Dục đón Phương về đất Hán làm đế. Tháng 12 ÂL năm thứ 5 (29), Lý Hưng, Mẫn Kham đưa quân đến đón ông, định đô ở huyện Cửu Nguyên. Phương chiếm lấy 5 quận Ngũ Nguyên, Sóc Phương, Vân Trung, Định Tương, Nhạn Môn, đặt các chức thú, lệnh; liên kết với quân Hung Nô, xâm nhiễu biên giới phía bắc.  
Năm thứ 6 (30), Phương sai tướng quân Giả Lãm đem kỵ binh Hung Nô đánh giết Đại quận thái thú Lưu Hưng. Mùa đông năm sau (31), ông tìm cớ giết chết anh em Ngũ Nguyên thái thú Lý Hưng, nên Sóc Phương thái thú Điền Táp, Vân Trung thái thú Kiều Hỗ sợ hãi, phản Phương, dâng quận đầu hàng Hán Quang Vũ đế. Tháng 6, ông bị tướng Hán là bọn Đại tư mã Ngô Hán, Phiếu kị đại tướng quân Đỗ Mậu tấn công, đẩy lui được.  
Năm thứ 12 (36), Phương cùng Giả Lãm đánh Vân Trung, lâu ngày không hạ được, Tùy Dục lưu thủ Cửu Nguyên, muốn ép ông hàng Hán. Tháng 2 ÂL năm sau (37), Phương biết trong ngoài ly tán, bèn bỏ lại xe cộ quân nhu, cùng hơn 10 kỵ binh chạy sang Hung Nô; Tùy Dục đưa tất cả bộ hạ của ông hàng Hán.  
Năm thứ 16 (40), Phương trở lại chiếm cứ Cao Liễu, đến tháng 10 ÂL bèn cùng anh Mẫn Kham là Lâm sai sứ xin hàng. Tháng 12 ÂL, Quang Vũ đế lập ông làm Đại vương, Kham làm Đại tướng (tướng quốc nước Đại), Lâm làm Đại thái phó (thái phó nước Đại), ban 2 vạn xúc lụa dày, nhân đó sai Phương làm trung gian hòa hảo với Hung Nô. Ông dâng sớ tạ ơn, xin vào triều. Có chiếu báo Phương vào tháng 1 năm sau được vào triều. Mùa đông năm ấy, ông lên đường, nam hạ đến Xương Bình, thì nhận được chiếu chỉ đợi đến năm sau nữa mới vào triều. Sau khi trở về, Phương nghĩ ngợi mà lo sợ, đến tháng 5 năm thứ 18 (42) thì phản Hán; đánh nhau với bọn Mẫn Kham, Mẫn Lâm nhiều tháng, người Hung Nô đưa mấy trăm kỵ binh đón ông và vợ con chạy ra khỏi biên tái. Ông ở đất Hung Nô hơn 10 năm thì bệnh mất.  